# Kehrbach (Kanal)
Der Kehrbach ist ein 16 km langer künstlich angelegter Kanal im südlichen Niederösterreich, der bereits im 12. Jahrhundert Erwähnung findet. Er wird bei der „Peischinger (Land)wehr“ in Peisching (unterhalb von Neunkirchen) von der Schwarza abgeleitet, wobei im Regelfall das gesamte Wasser der Schwarza entnommen wird.
Der Kehrbach diente ursprünglich zur Befüllung des Burggrabens der Burg zu Wiener Neustadt. Im 19. Jahrhundert wurde er von den Grafen Hoyos als Schwemmkanal eingerichtet, auf dem Scheiterholz aus dem Gebiet der Rax und des Schneeberges nach Wiener Neustadt getriftet wurde. Diese Nutzung wurde 1855 eingestellt. 1916 wurde er im Zuge der „Kehrbachumlegung“ (siehe Wiener Neustädter Kanal) zum Hauptversorger des Wiener Neustädter Kanals.
Heute führt der Kehrbach auf seinem 16 km langen Lauf von Peisching zum Nordostrand von Wiener Neustadt bis zu 7.000 Liter pro Sekunde Wasser, das der Schwarza entnommen wird. Das Gefälle von über 90 Metern wird zum Betrieb der EVN-Kraftwerke Föhrenwald, Brunnenfeld, Akademie und Ungarfeld genutzt. Vor dem Kraftwerk Ungarfeld werden über das „Katzelsdorfer Zuleitungsgerinne“ im Jahresschnitt weitere 3.000 l/s von der Leitha in den Kehrbach eingeleitet, die vor allem von der Pitten stammen. Beim Kraftwerk Ungarfeld werden vom Kehrbach mindestens 1.000 bis maximal 1.440 l/s in den Wiener Neustädter Kanal geleitet. Das nicht für den Betrieb des Kanals benötigte Wasser wird am Nordrand von Wiener Neustadt in die Warme Fischa geleitet (siehe Bild). Durch die Ausleitungen der Schwarza und Leitha in den Kehrbach fehlt ein wesentlicher Beitrag zur Grundwasserneubildung im südlichen Wiener Becken. Ende März 2023 wird es zwischen den Ländern Niederösterreich und Burgenland eine Expertenrunde geben, die prüfen soll, ob Anpassungen der Restwasserverhältnisse durchgeführt werden sollen.
Das Gewässer wird im Jahr 1198 (ad Cherbach) erstmals schriftlich erwähnt. Der Name leitet sich von 'Kehre, Wendung' ab und nimmt Bezug auf eine auffällige Biegung.

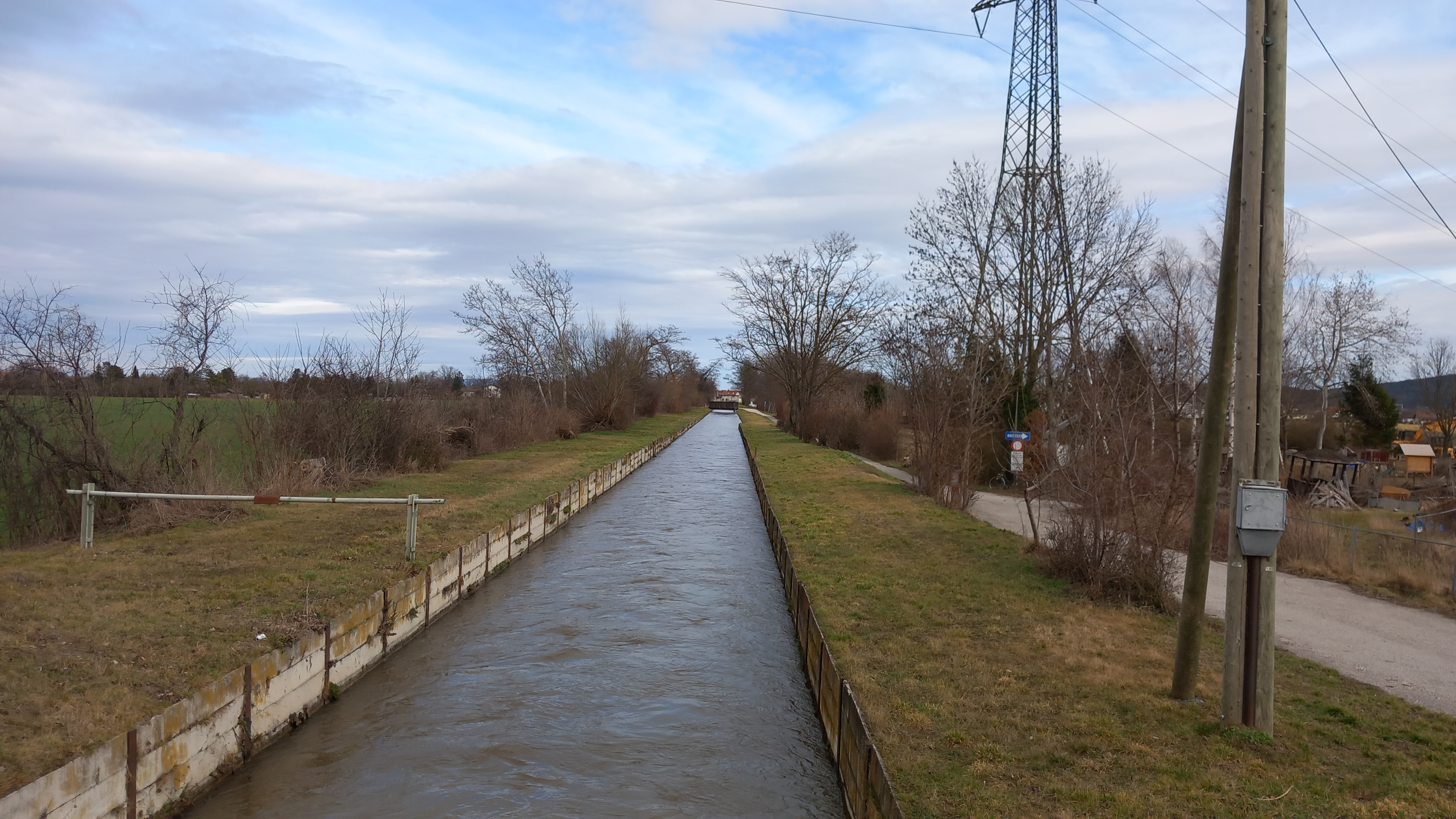
Der Kehrbach bei Wiener Neustadt (Kehrbach-Brücke an der B 54)
Kehrbach in Hochführung knapp oberhalb des Kraftwerks Brauhof der EVN
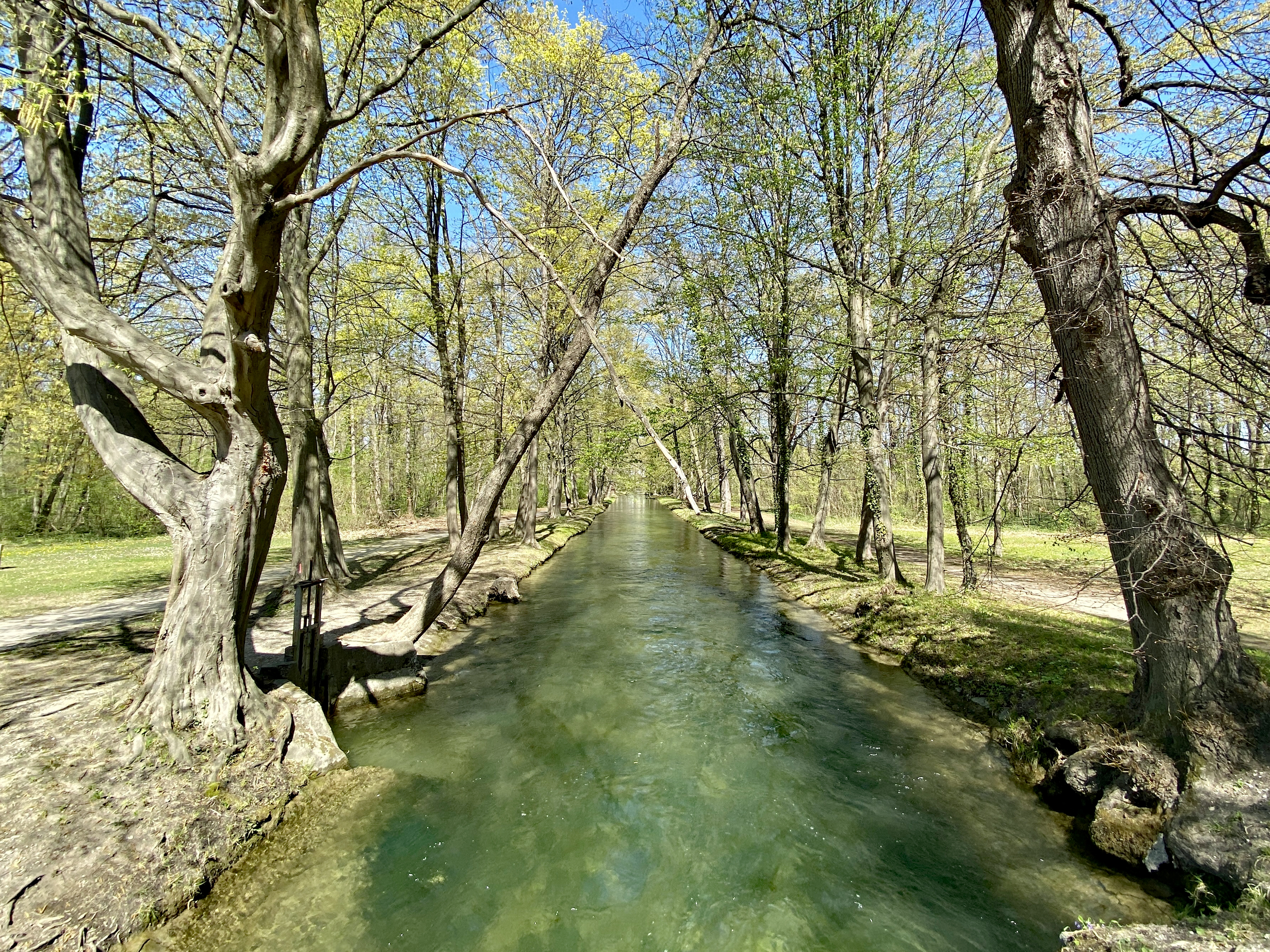
Kehrbach im Akademiepark in Wiener Neustadt